# Pinalita
La pinalita es un mineral de la clase de los minerales haluros. Fue descubierta en 1989 en una mina en el condado de Pinal, estado de Arizona (EE. UU.), siendo nombrada así por dicho condado. Un sinónimo es su clave: IMA1988-025.

## Características químicas
Es un oxi-cloruro con cationes adicionales de wolframato y aniones de plomo.

## Formación y yacimientos
Aparece en cavidades en el interior del cuarzo, en solución. Se forma como mineral secundario en las últimas etapas de solidificación en la zona de oxidación de yacimientos de metales
Suele encontrarse asociado a otros minerales como: leadhillita crómica, cerusita, matlockita, diaboleíta, caledonita, connellita, iranita, murdoquita, fluorita o cuarzo.